# Síndrome de Cockayne
A síndrome de Cockayne é uma doença hereditária rara. Os pacientes afectados têm um excesso de sensibilidade à luz solar, têm estatura reduzida e sofrem de envelhecimento prematuro.
O nome da síndrome advém do médico do Reino Unido chamado Edward Alfred Cockayne (1880 - 1956), primeiro a descrevê-la.